# Maniquí dels Arfak
El maniquí dels Arfak (Lonchura vana) és un ocell de la família dels estríldids (Estrildidae).

## Hàbitat i distribució
Habita praderies de les muntanyes Arfak, al nord-oest de Nova Guinea.